# Vellozia swallenii
Vellozia swallenii är en enhjärtbladig växtart som beskrevs av Lyman Bradford Smith. Vellozia swallenii ingår i släktet Vellozia och familjen Velloziaceae. Inga underarter finns listade.